# 新宿百人町事件
新宿百人町事件（しんじゅくひゃくにんちょうじけん）は、日本を舞台にして起きた北朝鮮のスパイ事件。朝鮮総連元幹部スパイ事件と称されることもある。工作員として獲得された在日朝鮮人と日本人が北朝鮮でスパイ訓練を受けた後、日本等で韓国人に対する獲得工作及び財政工作を行っていた諜報事件。在日本朝鮮人総聯合会（朝鮮総連）の元幹部が20年以上にわたって日本を拠点に韓国の政府、財界人を抱き込んでいた。

## 概要

### 工作員
北朝鮮の大物工作員として知られた康成輝（カン・ソンヒ）は朝鮮総連元幹部の在日朝鮮人であり、1979年頃に北朝鮮工作員として採用されスパイ訓練を受けた。そして、1983年には朝鮮総連を脱退し、貿易会社を立ち上げて工作活動を行う一方で工作資金の獲得活動にたずさわった。貿易会社を隠れ蓑にして、およそ20年間に北朝鮮へ数十回渡航し、また万景峰号で北朝鮮からの指令文書などを受領していた。また、日本において巨額の工作資金集金と北朝鮮への送金、日本国内および韓国内の工作員に地下革命組織の建設指示を出す司令塔の役割を果たした。さらに、韓国や日本の軍事、政界、財界関係者や在日韓国人、韓国人留学生に対する工作員獲得活動をおこなった。韓国の財界人や政府関係者とは東京都、静岡県伊豆地方、北京市などで接触して抱き込み工作を展開し、その結果、1996年に死去した韓国の巨大企業グループ系列企業の経営者を含む数人を協力者とすることに成功している。なお、工作対象として接近した日本の政治家には鳩山由紀夫の名が挙がっている。
康は1989年ごろ、キリスト教の牧師として活動したことがあるという。1997年には日本のキリスト教団体に近づき、北朝鮮への食糧支援にたずさわり、また、宗教活動として韓国に赴き、韓国内に拘置されていた辛光洙などの非転向長期囚の北朝鮮への送還活動を行い、成功した。なお、送還活動において盧泰愚大統領へ向けた韓国人政治犯釈放の要望書には、日本の国会議員多数が署名した。
1997年、康はJR東日本大久保駅近くの新宿区百人町にキリスト教系の団体『国際キリストセンター』を設立し、また、北朝鮮にある『朝鮮宗教人協議会』との間で、朝鮮半島平和を目指す合意書を作成した。

### 逮捕
2000年11月21日、康成輝（当時、60歳）とパチンコ店従業員、もう一人の牧師など12人が、交通事故の保険金詐欺容疑、公正証書原本不実記載容疑、有印私文書偽造容疑等で警視庁公安部外事二課により逮捕された。
家宅捜索の結果、朝鮮労働党の統一戦線部、対外情報調査部の幹部と康が頻繁に会った旨の記述、また当該機関からの指示、工作対象者の経歴や家族構成・思想傾向などを記載した手帳、工作の活動報告書、工作研修マニュアルなどが見つかり、また、北朝鮮からの指示を乱数放送(A-3放送)で受信するための短波受信機等が発見された。
康成輝の協力者である日本人は、北朝鮮からの指示により、在韓地下党組織の機関紙の普及工作等を計画して一部を実行に移していた。また、マスメディアにかかわる人びとや各界の著名人に近づいて日本国内で諜報活動にあたり、また、宗教活動の名目で訪韓して長期間抑留されている囚人の北朝鮮への即時送還に向けた活動にたずさわった。この男は、電磁的公正証書原本不実記録等で検挙された。
北朝鮮工作員、康成輝は2004年4月に死亡した。